# ویلیان پاچو
ویلیان پاچو (اسپانیایی: William Pacho‎؛ زادهٔ ۱۶ اکتبر ۲۰۰۱) بازیکن فوتبال اهل اکوادور است.
از باشگاه‌هایی که در آن بازی کرده است می‌توان به باشگاه فوتبال ایندپندینته دل‌وایه اشاره کرد.
وی همچنین در تیم ملی فوتبال زیر ۲۰ سال اکوادور بازی کرده است.